# 萨义德佐达·佐希尔·奥佐德
萨义德佐达·佐希尔·奥佐德（1957年12月23日—），塔吉克族，塔吉克斯坦外交官，现任塔吉克斯坦共和国驻中华人民共和国兼越南特命全权大使，曾任塔吉克斯坦外交部副部长。

## 简历
1957年12月23日出生于塔吉克斯坦库里亚布。
毕业于库里亚布市国立学院和俄罗斯联邦乌拉尔政治和社会学院。1980年参加工作。
1980年-1996年 担任中学教师；在苏联武装部队服役；在共青团和党机构工作；
1996年进入塔吉克斯坦共和国外交部；
1996年-1998年外交部战略分析与研究司二秘；
1998年-2000年外交部独联体司一等秘书；
2000年-2002年外交部独联体司司长；
2002年-2008年驻俄罗斯联邦大使馆参赞；
2008年-2009年外交部独联体司副司长；
2009年-2012年外交部独联体司司长；
2012年-2013年驻阿塞拜疆共和国大使馆参赞；
2013年-2017年驻阿塞拜疆共和国特命全权大使；
2017年–2020年外交部副部长；
2020年8月31日任塔吉克斯坦共和国驻中华人民共和国兼越南特命全权大使。
会说俄语、英语。已婚，有3个子女。